# کنستانس لوئیس
کنستانس لوئیس (انگلیسی: Constance Lewis; ۱۶ مهٔ ۱۸۷۷ – ۲۱ ژانویهٔ ۱۹۷۰ (۹۲ سال)) قایقران قایق بادبانی اهل بریتانیا بود.